# Santorin
Théra
Pour les articles homonymes, voir Santorin (homonymie) et Théra.
Cet article traite de l'île de Santorin. Pour l'archipel dans son ensemble voir Archipel de Santorin.
Santorin (en grec moderne : Σαντορίνη / Santoríni), aussi appelée Théra ou Thira (Θήρα / Thíra), est une île grecque située en mer Égée. C'est l'île la plus grande et la plus peuplée d'un petit archipel volcanique comprenant quatre autres îles, l'archipel de Santorin. Cette île et celles de Thirassía et Asprónissi sont les vestiges d'une ancienne île partiellement détruite au cours de l'éruption minoenne. 
Santorin constitue l'un des principaux lieux touristiques de la Grèce, avec ses villages blancs à coupoles bleues perchés au sommet des falaises, ses panoramas sur les autres îles et ses sites archéologiques, notamment ceux de la ville antique de Théra et d'Akrotiri où furent retrouvées des ruines minoennes.

## Toponymie

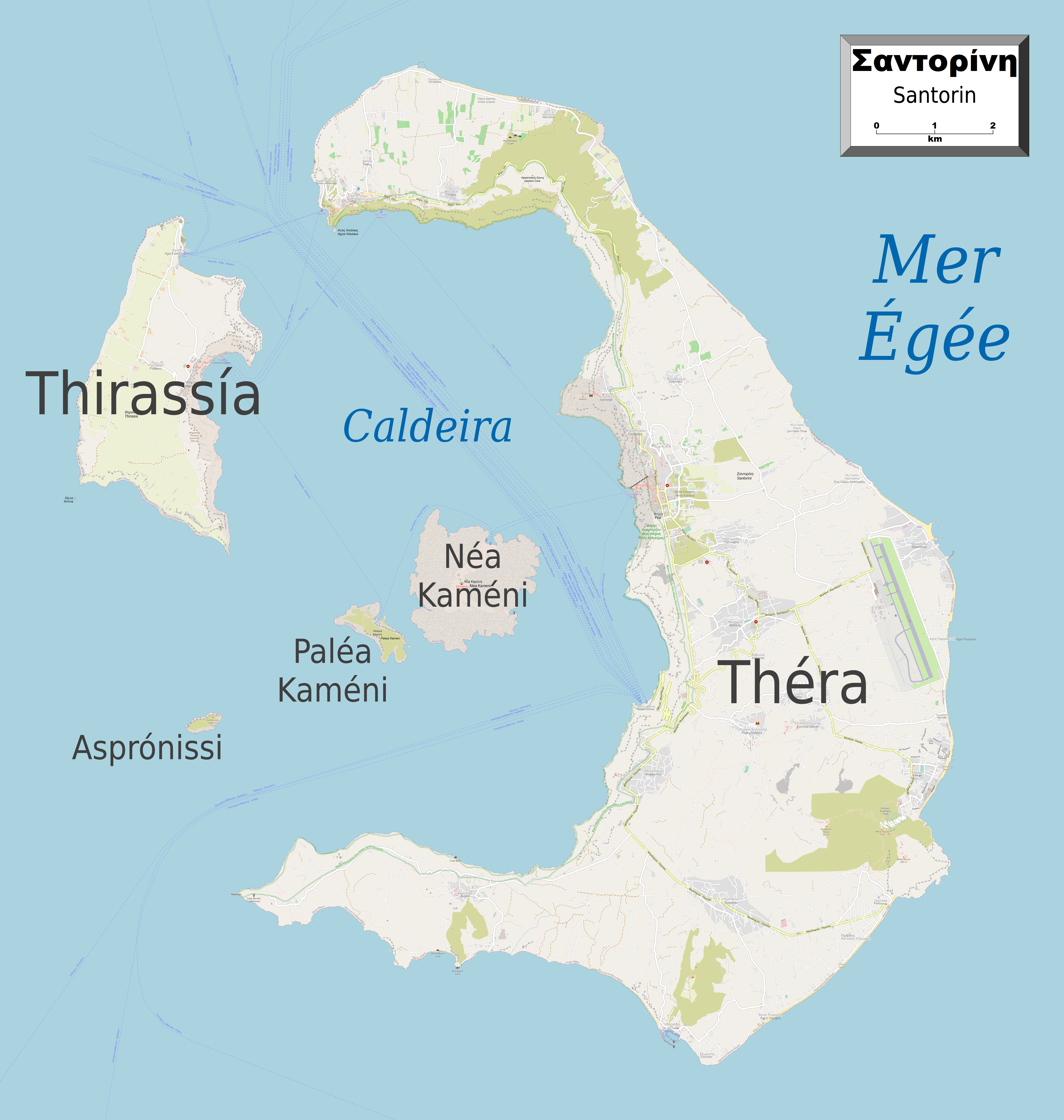
Carte de l'archipel de Santorin.

Le nom antique de l'île est Théra, de même que la ville antique fondée à l'époque archaïque. Selon les auteurs anciens,,, son premier nom aurait été Kallisté, en français  « la très belle » ou « la plus belle », c'est d'ailleurs le nom sous lequel la nymphe qui deviendra l'île se présente dans la mythologie. Elle aurait été rebaptisée Théra à l'époque archaïque, en l'honneur du colonisateur dorien Théras, fils d'Autésion (en), héros thébain mythique et descendant de Cadmos.
Selon une tradition locale d'ancienneté inconnue, elle aurait d'abord été appelée Strongylé (en grec ancien Στρογγύλη / Strongýlê, « la ronde »), en raison de la forme supposée qu'elle aurait eue avant sa destruction par une éruption.
Le nom de Santorin, dérivé de celui de sainte Irène, est attesté dès le milieu du XIIe siècle (la première mention connue du nom est faite par le géographe Al Idrissi vers 1154).
Après l'indépendance de la Grèce, l'île reprend officiellement le nom antique de Théra mais le nom de Santorin est toujours largement utilisé. Le nom officiel (depuis 1940) d'une des anciennes capitales de l'île, Pýrgos Kallístis, en français « Tour-de-Kallisté » fait référence à l'ancien nom de Kallistē.

## Géographie et géologie

### Géographie

Animation représentant Santorin en trois dimensions.

Santorin est située dans le sud de la mer Égée, dans l'est de l'archipel de Santorin, à 186 km au sud-est du cap Sounion (Attique) et à 113 km au nord-nord-est d'Héraklion, en Crète.
L'île de Santorin a la forme d'un croissant ouvert vers l'ouest et un profil dissymétrique : son littoral occidental est constitué de falaises et l'altitude décroit progressivement vers la côte orientale qui est généralement basse.

### Géologie

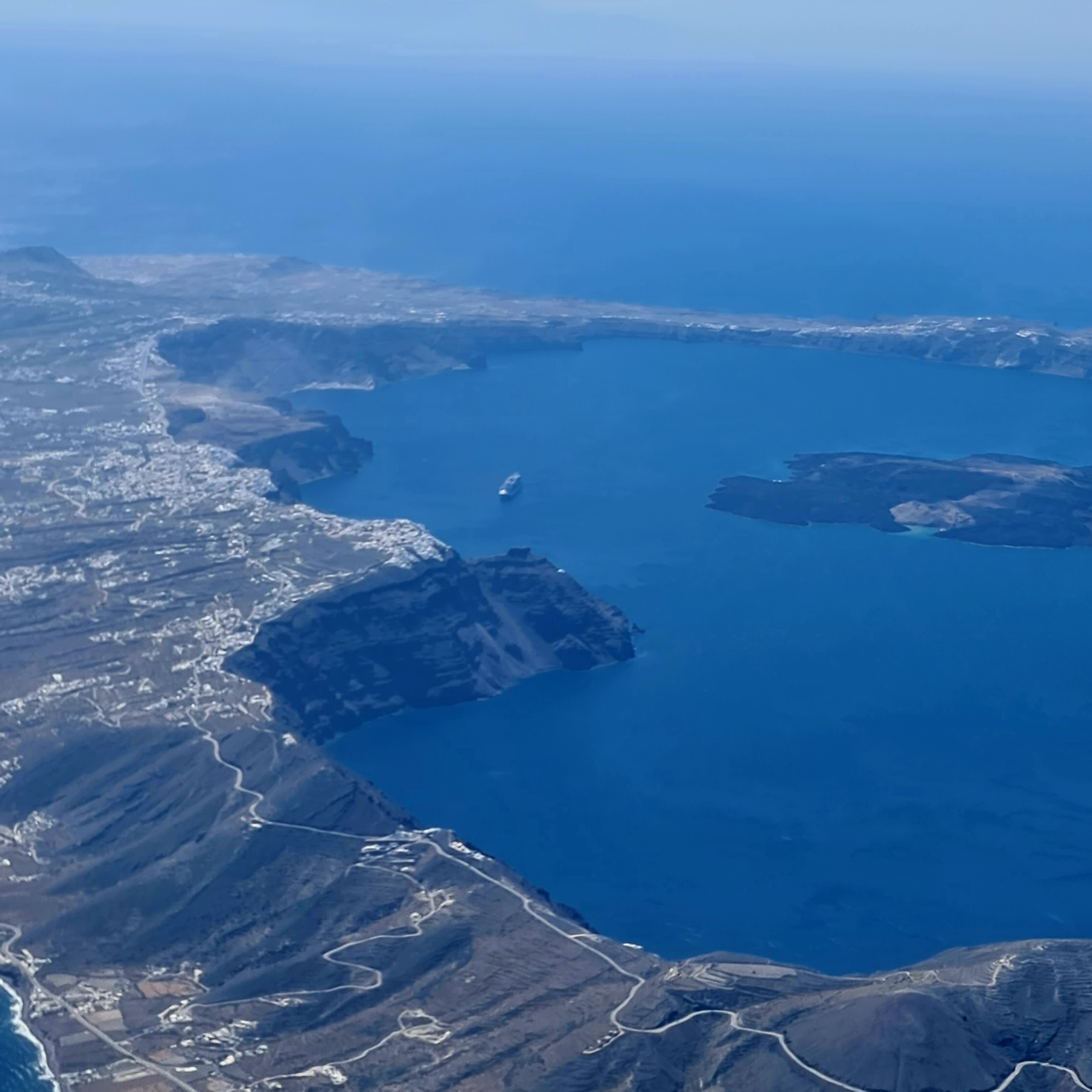
Vue aérienne de la caldeira.

Santorin est le site d'un volcanisme encore actif aujourd'hui et d'origine ancienne : l'Archaeos Tuf, un gigantesque dépôt sous-marin de ponces et de cendres, est daté de 520 000 ± 10 000 ans. Ce dépôt, échantillonné sur sept sites autour de l'île de Santorin, a une épaisseur atteignant 150 m et un volume supérieur à 90 km3,.
L'île actuelle de Santorin est, avec les îles de Thirassía et Asprónissi, un des fragments d'une ancienne île volcanique partiellement détruite entre la fin du XVIIe siècle av. J.-C. et la première moitié du  XVIe siècle av. J.-C., par l'effondrement de la caldeira, à la suite du vide créé dans la chambre magmatique par l'éruption minoenne.
Le Kolumbo, un volcan sous-marin situé à dix kilomètres au nord-est de Santorin, entre en éruption en 1650.
La dernière éruption de l'archipel se produit à Néa Kaméni du 10 janvier au 2 février 1950. Assez faible, elle produit un petit dôme de lave. Cet événement fait suite à une série d'explosions phréatiques de type faible à modéré qui ont ouvert deux évents à l'emplacement des fissures développées durant les éruptions précédentes. La surface totale des nouvelles laves atteint 7 312 m2,.
En 1956, l'île est touchée par un séisme qui fait 48 morts et 200 blessés et détruit plus de 2 000 habitations.
Durant l'année 2011, l'île subit une activité sismique liée au gonflement de la chambre magmatique située à 4 km de profondeur, détecté par 20 stations GPS installées depuis 2006. Ce gonflement traduit un remplissage qui pourrait provoquer de nouvelles éruptions.
Depuis fin janvier 2025, l'île est secouée par un essaim sismique dont les secousses de magnitude dépassent parfois 4 sur l'échelle de Richter, provoquant le départ de plusieurs milliers d'habitants et de touristes,.

### Milieu naturel
L'eau douce est précieuse sur cette île quasi-désertique qui n'a que très peu de réserves et aucune source naturelle. Les habitants récupèrent traditionnellement dans des citernes l'eau de pluie tombée sur les toits. Aujourd'hui, une usine de dessalement d'eau de mer produit l'essentiel de l'eau courante, maintenant potable.
La sécheresse du sol recouvert d'une épaisse couche de cendres, et son acidité ne permettent que peu de cultures (agrumes, fourrage, vignes).

## Histoire

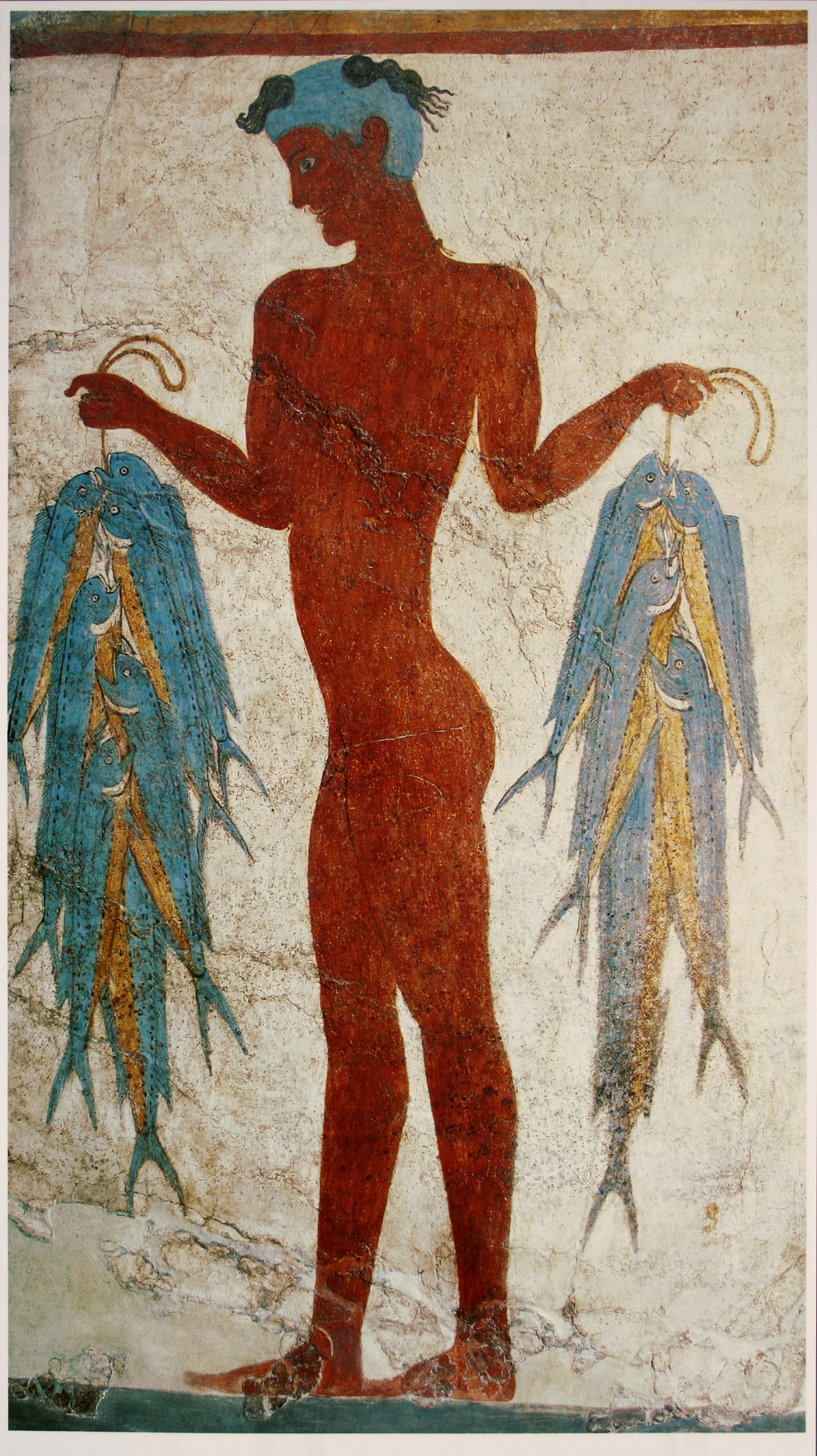
Fresque du pêcheur aux coryphènes datant d'avant l'éruption du

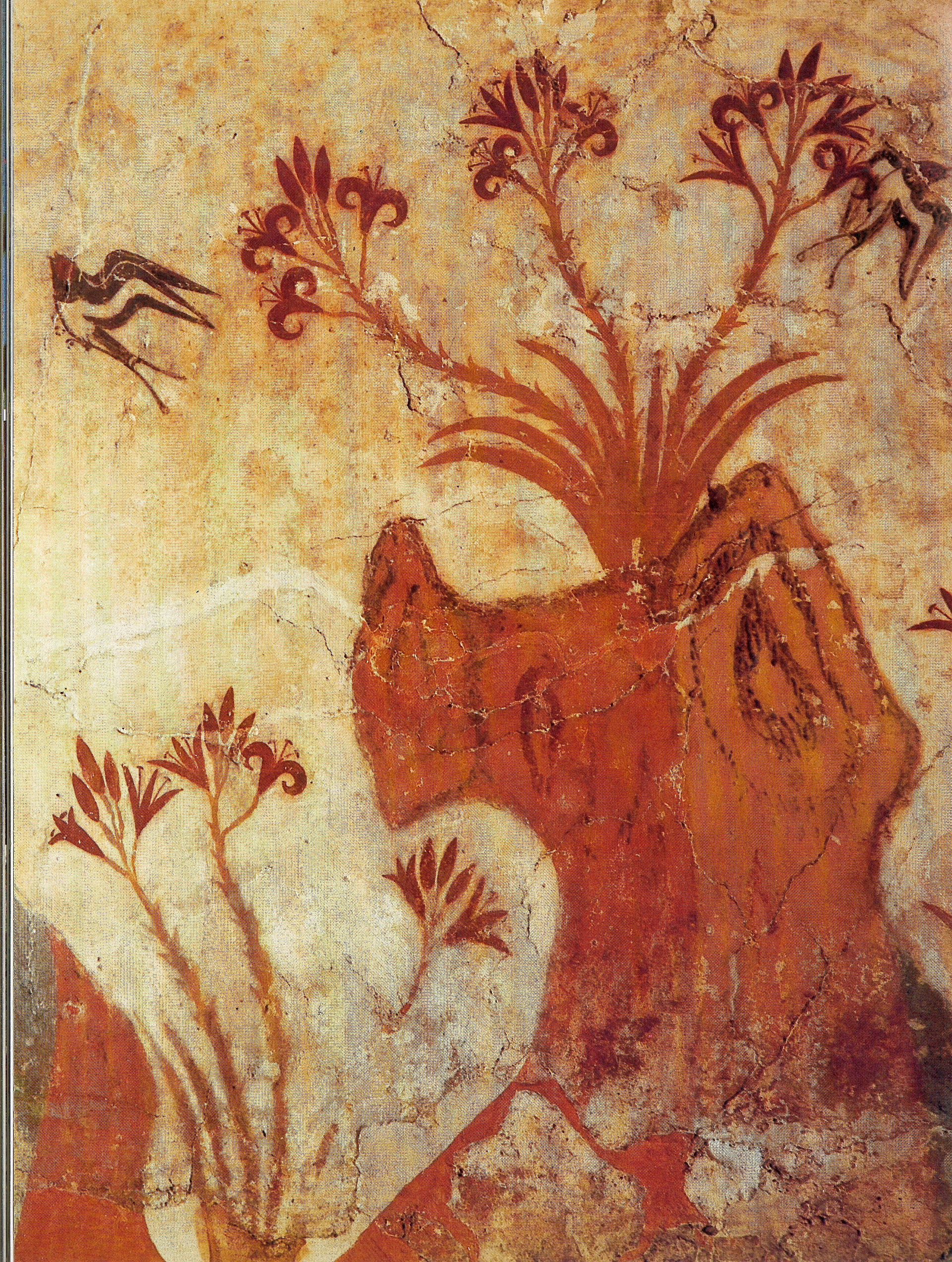
Fresque minoenne représentant des lys et des hirondelles.

Le site d'Akrotiri témoigne de la présence de la civilisation minoenne remontant au IIe millénaire av. J.-C. À partir de 1967, des fouilles mettent au jour de nombreuses fresques dont celles dites des « enfants-boxeurs », du « pêcheur aux coryphènes » et des « singes bleus ».  D'importantes collections de céramiques sont aussi dégagées du champ de fouilles. Ces œuvres d'art ont été ensevelies sous les cendres volcaniques et la ponce qui les ont préservées de l'éruption minoenne, des séismes ultérieurs et de l'érosion. Une fois dégagées, elles sont conservées dans des musées et le site est protégé par une toiture.
D'après Hérodote, l'île est habitée par des Phéniciens lorsque le héros Théras fonde la colonie dorienne de Théra, à l'époque archaïque. Par la suite, l'île appartient successivement à la ligue de Délos, à l'Égypte ptolémaïque puis à l'Empire romain devenu byzantin.
Comme le reste des Cyclades, l'île est conquise par les Latins après la conquête de Constantinople (1204) ; elle dépend alors vraisemblablement du duché de Naxos dirigé par la famille vénitienne Sanudo (l'assertion de Karl Hopf selon laquelle elle aurait été conquise par Jacopo Barozzi n'étant pas confirmée par les documents contemporains, elle est généralement rejetée par les historiens récents),. Elle est reconquise vers 1275 pour les Byzantins par Licario. La guerre vénéto-byzantine (1296-1302) offre aux Vénitiens l'occasion de prendre leur revanche : en août 1301, le duc de Naxos Guglielmo Sanudo passe ainsi un contrat avec un corsaire anconitain en vue de la reconquête de l'île, mais il est devancé par un membre de la colonie vénitienne de Crète, Jacopo II Barozzi, ce qui déclenche un conflit entre les deux familles se terminant par une annexion par les Sanudo vers 1335. 
En 1318, elle est attaquée par les Turcs des émirats côtiers (Menteshe ou Aydin), alliés des Catalans du duché d'Athènes avec lesquels Venise est en conflit, puis en 1345 par la flotte d'Umur Bey depuis Theologo.
En 1423, un procès oppose Maria Sanudo et sa fille Fiorenza au beau-frère de cette dernière, le duc Giovanni II Crispo ; Fiorenza, qui revendique l'île en vertu du testament de son défunt époux (entre autres litiges), est déboutée par les tribunaux vénitiens sur ce point. En 1479, le duc Giacomo III Crispo la donne en dot à sa fille, une autre Fiorenza, mariée à Domenico Pisani ; cependant l'ile est occupée par le frère et successeur de Giacomo, Giovanni III, et un autre procès l'oppose aux époux Pisani jusqu'en 1486.
L'île passe progressivement sous domination ottomane à partir du milieu du XVIe siècle et rejoint la Grèce au cours de la guerre d'indépendance en 1821. 

### Hypothèse de localisation de l'Atlantide
L'archéologue grec Spyrídon Marinátos et son compatriote le sismologue Angelos Galanopoulos proposent dans les années 1960 l'« hypothèse minoenne » selon laquelle la destruction de l'île, passée dans la mémoire collective sous forme de mythe, aurait inspiré à Platon son récit de l'Atlantide,. Cette hypothèse est de nos jours discutée car la persistance dans la mémoire collective d'un souvenir, même mythifié, sans qu'aucun texte antique ne nous soit parvenu à ce sujet, et ce durant neuf siècles (durée que Platon multiplie par dix en évoquant une Atlantide ayant existé « neuf mille ans avant le règne de Solon »), semble peu probable, ; Platon n'évoque d'ailleurs aucun cataclysme volcanique et sa topographie, l'orographie et la luxuriance qu'il décrit ne correspondent pas à la géographie de l'ancienne île. Même les preuves du méga-tsunami destructeur sont actuellement remises en question.

## Administration
Santorin est incluse dans la périphérie d'Égée-Méridionale. Jusqu'à la réforme Kallikratis de 2010, l'île dépendait de l'ancien nome des Cyclades et était divisée depuis 1997 entre le dème de Théra, sur sa majeure partie, et la communauté d'Oia à l'extrême Nord. Depuis, les deux anciennes circonscriptions ont été fusionnées et sont devenues des districts municipaux du dème de Théra, qui comprend donc la totalité de l'île ainsi que celle de Thirassía et des îlots inhabités.
La municipalité de Santorin est divisée en 14 communautés :
- district municipal de Théra : Akrotiri, Emporio, Episkopi Gonias, Exo Gonia, Imerovígli, Fira (Théra), Karterados, Megalochori, Mesaria, Pýrgos Kallístis, Vothon et Vourvoulos ;
- district municipal d'Oia : Thirassía et Oia.

## Économie

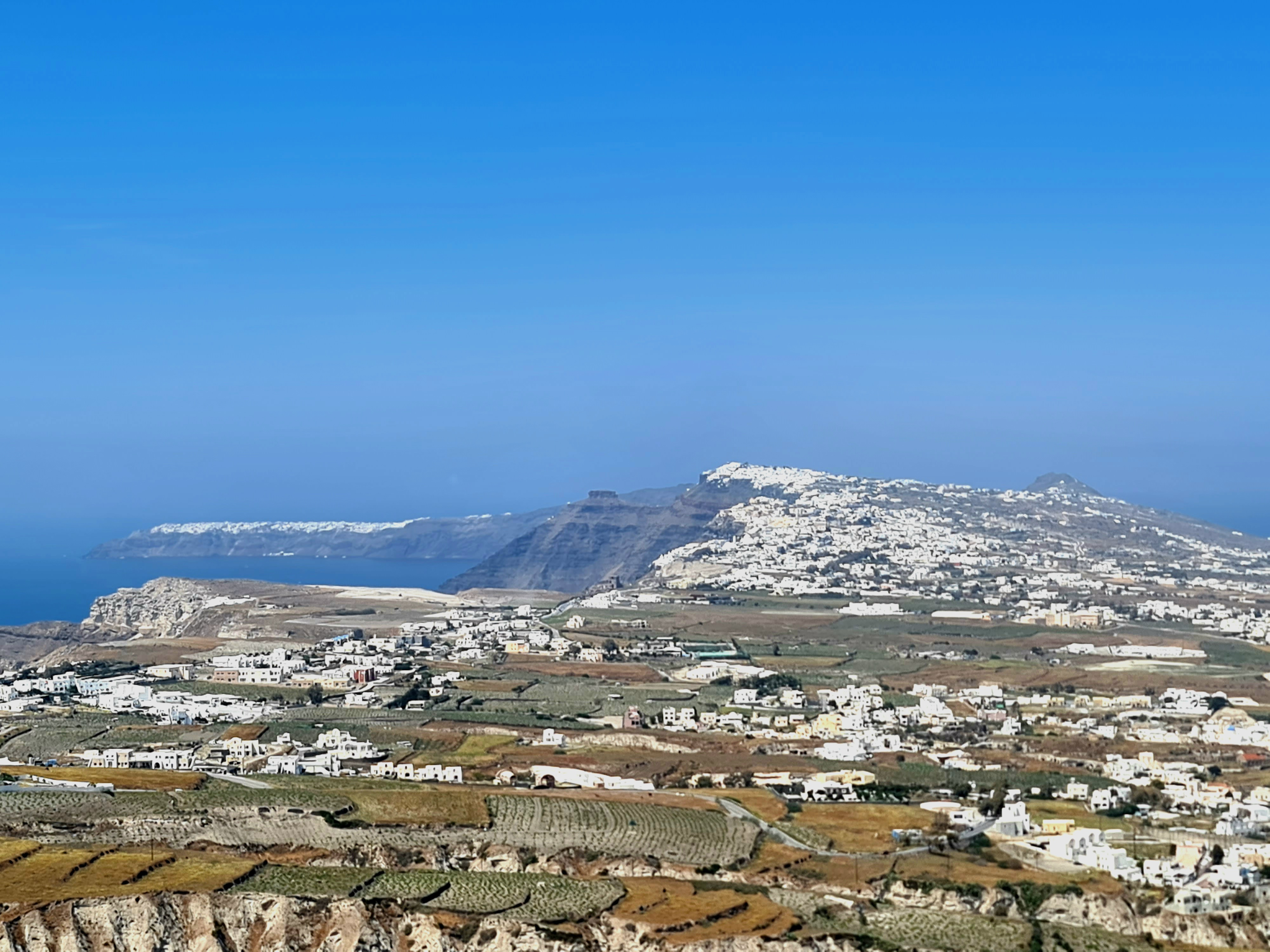
Vignoble de Santorin depuis le village de Pýrgos avec Firá au centre de l'île et Oia en arrière-plan.

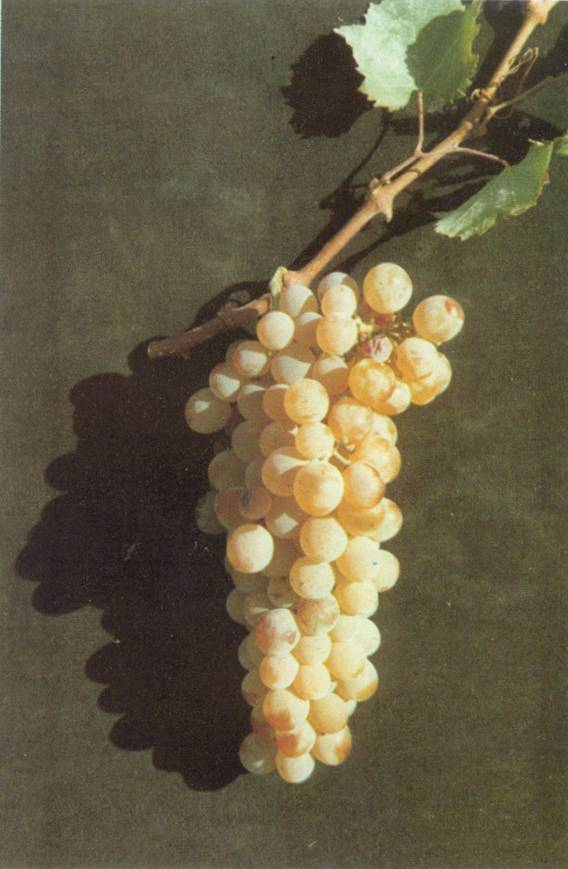
Grappe de raisin Assyrtiko.

Santorin abrite une variété spécifique et très ancienne de vigne, l'Assyrtiko, au rendement très faible (10 à 20 % du rendement de la vigne française ou californienne) mais naturellement très résistante au phylloxéra. Poussant à même le sol sans aucun tuteur, les pieds sont plus espacés que partout ailleurs à cause de la sécheresse du sol (leur principale source en eau est celle de la rosée et la brume d'origine marine). Les branches sont seulement disposées en anneau spiralé, et les grappes pendent au centre à l'abri du vent. Elle donne un vin recherché très sec, à l'acidité prononcée (liée à la nature du sol), l'assyrtiko aux arômes citronnés, ainsi qu'un vin doux, le vinsanto.
La tomate cerise de Santorin (appelée Tomataki Santorinis) a obtenu de l'Union européenne en décembre 2013 une appellation d'origine protégée.
Il a été décidé en 1983 que l'extraction de la pouzzolane, source importante pour les cimenteries nationales, et l'exploitation de la mine de pierre ponce qui était auparavant exportée, soient mises à l'arrêt pour préserver les sols et l'environnement naturel fragile de l'île.
Haut lieu du tourisme en Grèce, l'archipel de Santorin et son île principale sont accessibles par des navires de tous gabarits qui peuvent mouiller dans la baie, mais seul le port d'Athiniós, où accostent la majorité des visiteurs, permet le débarquement de véhicules. En 2007, le navire de croisière Sea Diamond coule à une grande profondeur dans la caldeira et son épave constitue depuis un risque permanent de pollution.

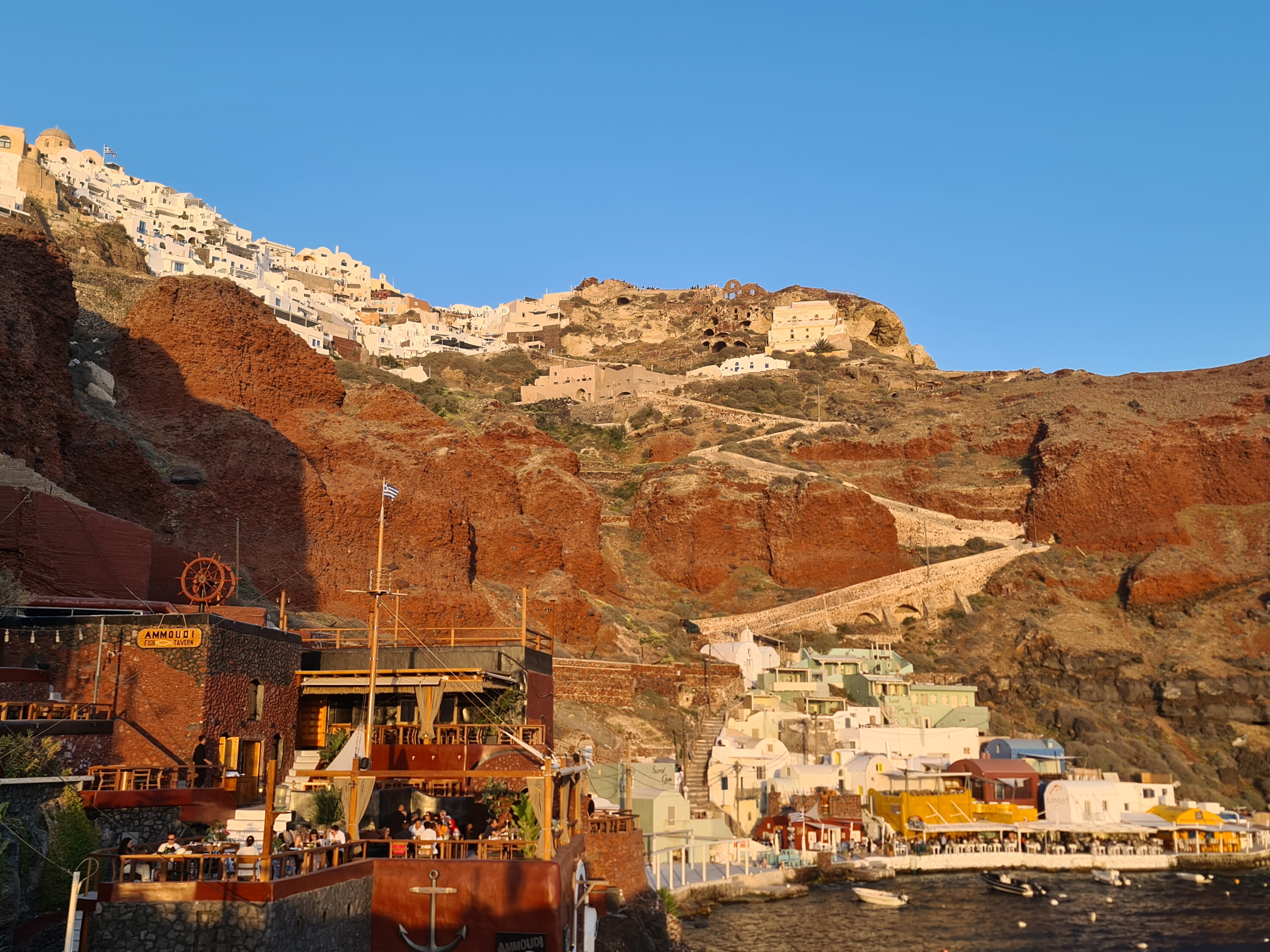
Petit port d'Ammoúdi relié à Oia par un chemin escarpé.

Les villages situés sur la falaise (Fira, Oia), disposent chacun d'un petit port dans la caldeira, auxquels ils sont reliés par un chemin escarpé permettant de les rejoindre à pied ou à dos d'âne, ou encore par un petit téléphérique à Fira. Un service d'autocars permet de relier les différents villages. Depuis la construction de l'usine de dessalinisation de l'eau de mer, de nombreuses piscines ont été construites pour le développement touristique.
Un aéroport construit dans l'est de l'île, près des plages de Kamari et de Périssa, permet des liaisons internationales et intérieures avec Athènes et Héraklion.
|                           | Amorgós | Naxos | Paros   | Mykonos  | Santorin |
| ------------------------- | ------- | ----- | ------- | -------- | -------- |
| Nombre de lits (2006)     | 298     | 4 239 | 6 616   | 9 274    | 9 789    |
| Lits/km2 (1997)           | 11,2    | 17,9  | 81,8    | 154,2    | 253,4    |
| Lits/habitants (1997)     | 0,71    | 0,43  | 1,25    | 1,36     | 1,6      |
| Nuitées/habitants (1997)  | 2,9     | 8,5   | 47,2    | 127,2    | 20,6     |
| Nuitées/superficie (1997) | 41,5    | 351,9 | 3 102,8 | 14 374,3 | 3 264,3  |

|                                                   | Naxos  | Paros  | Mykonos | Santorin |
| ------------------------------------------------- | ------ | ------ | ------- | -------- |
| Nombre de vols (atterrissages et décollages) 2004 | 926    | 1 680  | 6 136   | 6 971    |
| Nombre de vols (atterrissages et décollages) 2006 | 886    | 1 641  | 6 466   | 8 344    |
| Nombre de départs (2004)                          | 15 000 | 15 000 | 168 000 | 283 000  |
| Nombre de départs (2006)                          | 15 000 | 16 000 | 199 000 | 352 000  |
| Nombre d'arrivées (2004)                          | 13 000 | 18 000 | 166 000 | 265 000  |
| Nombre d'arrivées (2006)                          | 13 000 | 21 000 | 198 000 | 326 000  |

## Photographies

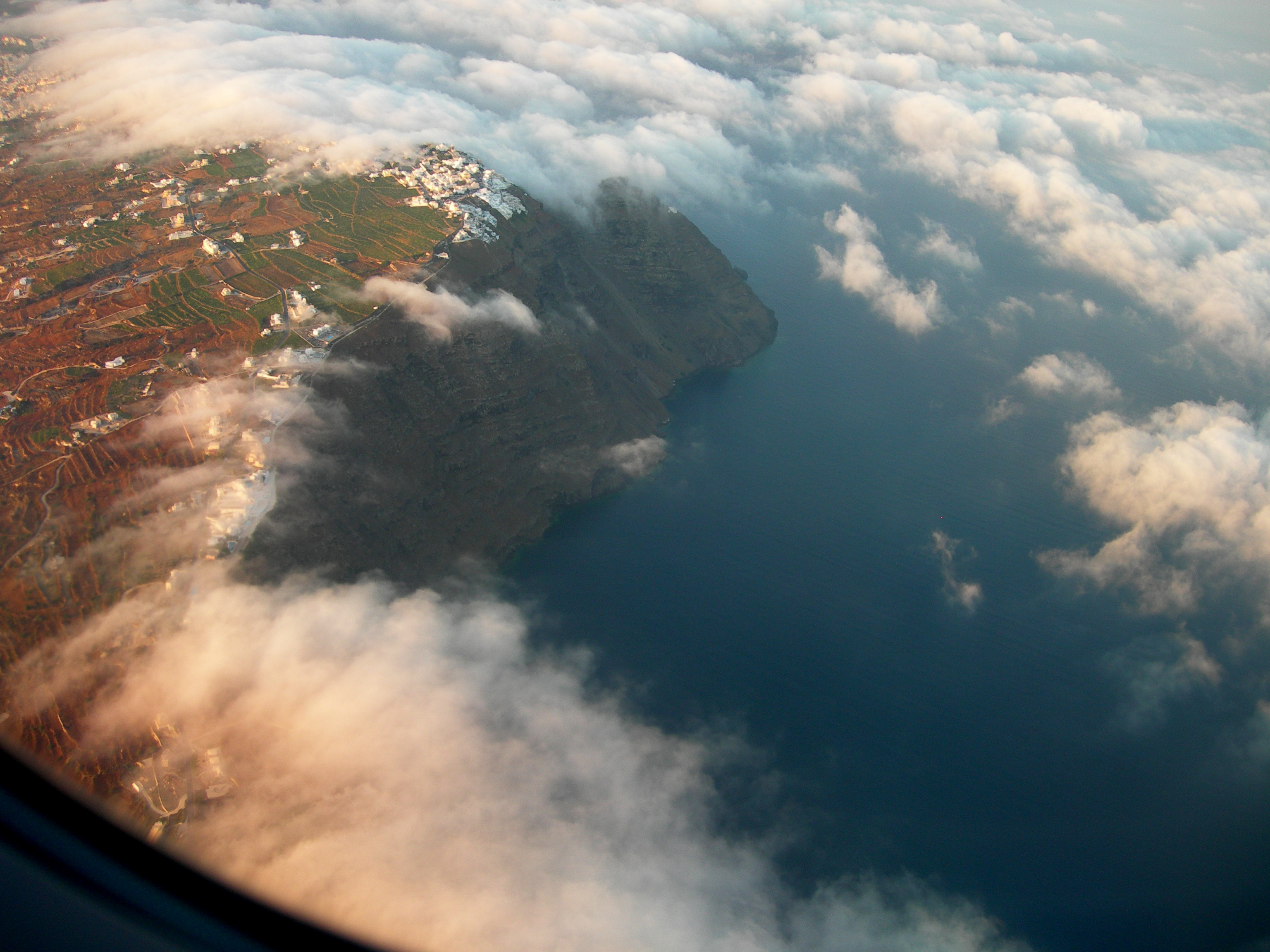
Santorin vue d'avion, avec la brume de mer.
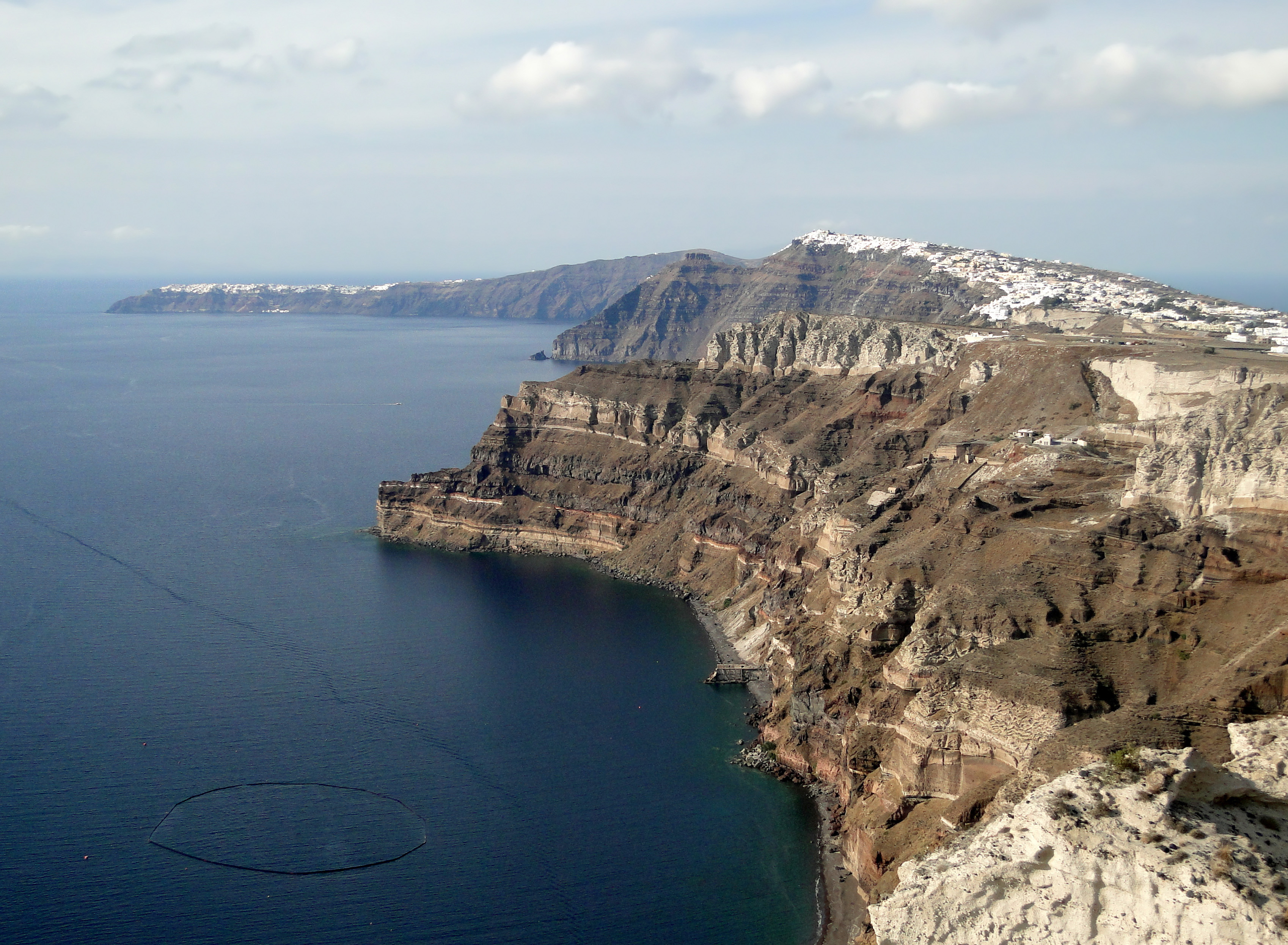
Vue de Oia (au fond à gauche) et Fira (à droite).
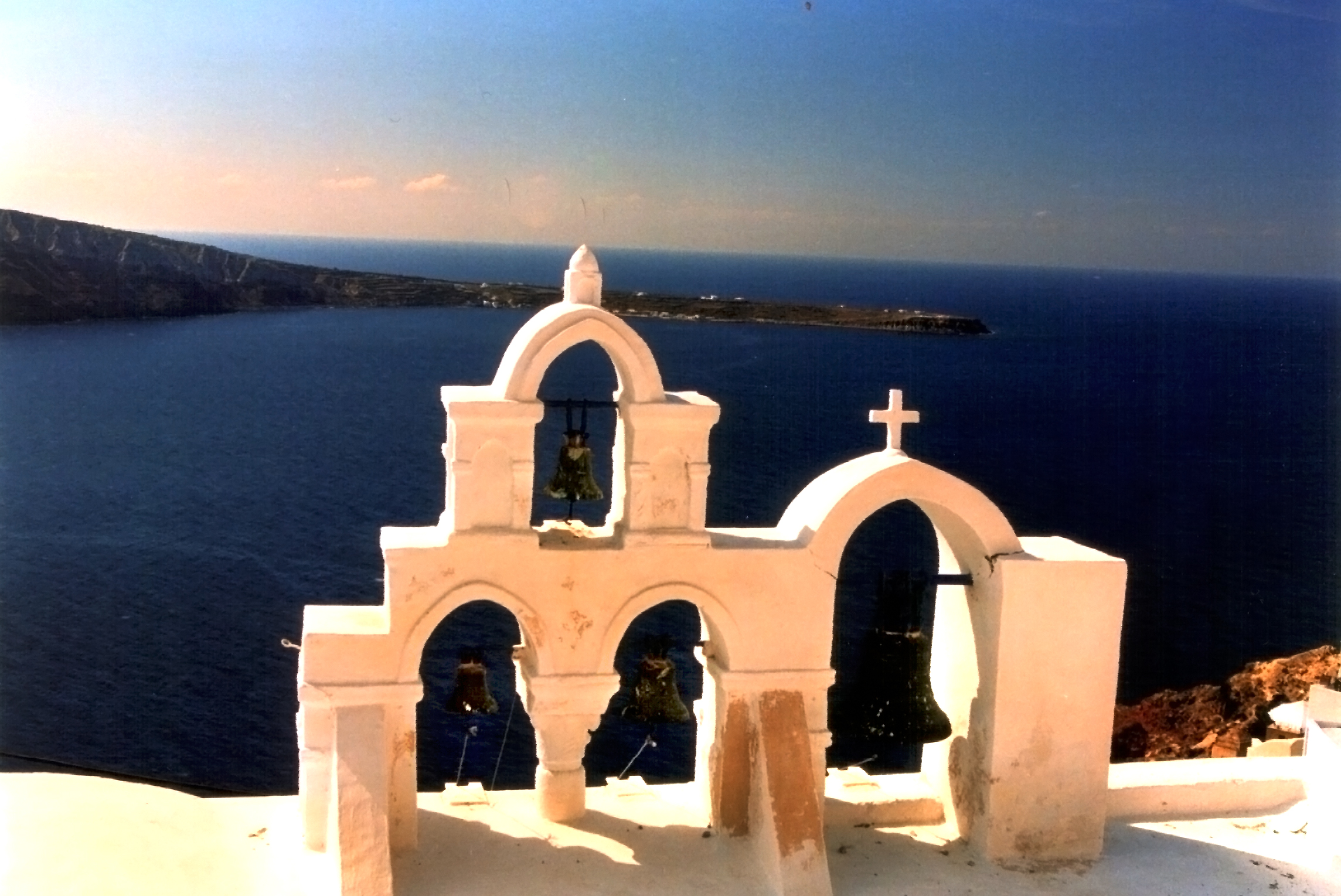
Clocher à Oia.